# Aşık

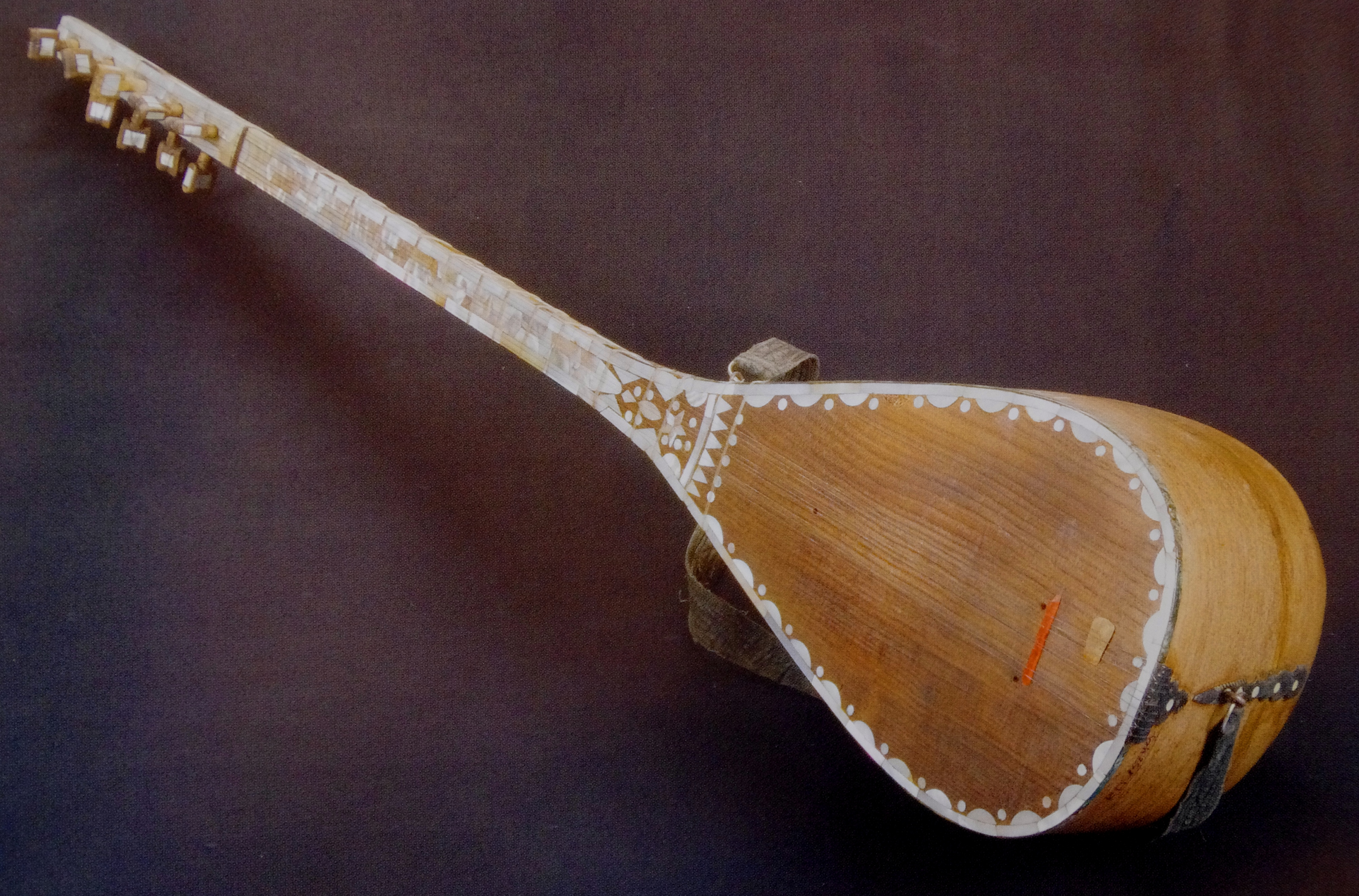
Saz

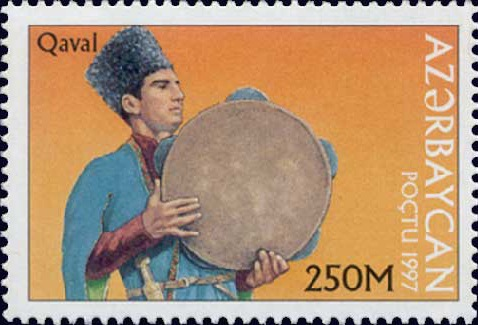
Francobollo dell'Azerbaigian con un suonatore di Qavals

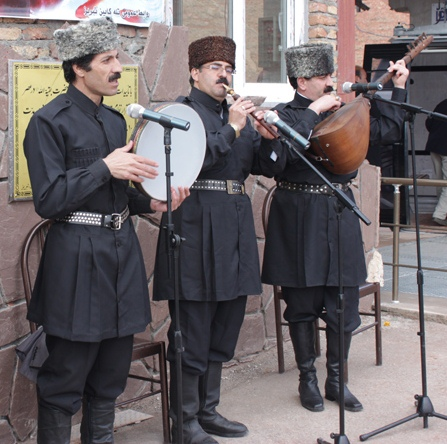
Esecuzione di un Aşık a Tabriz

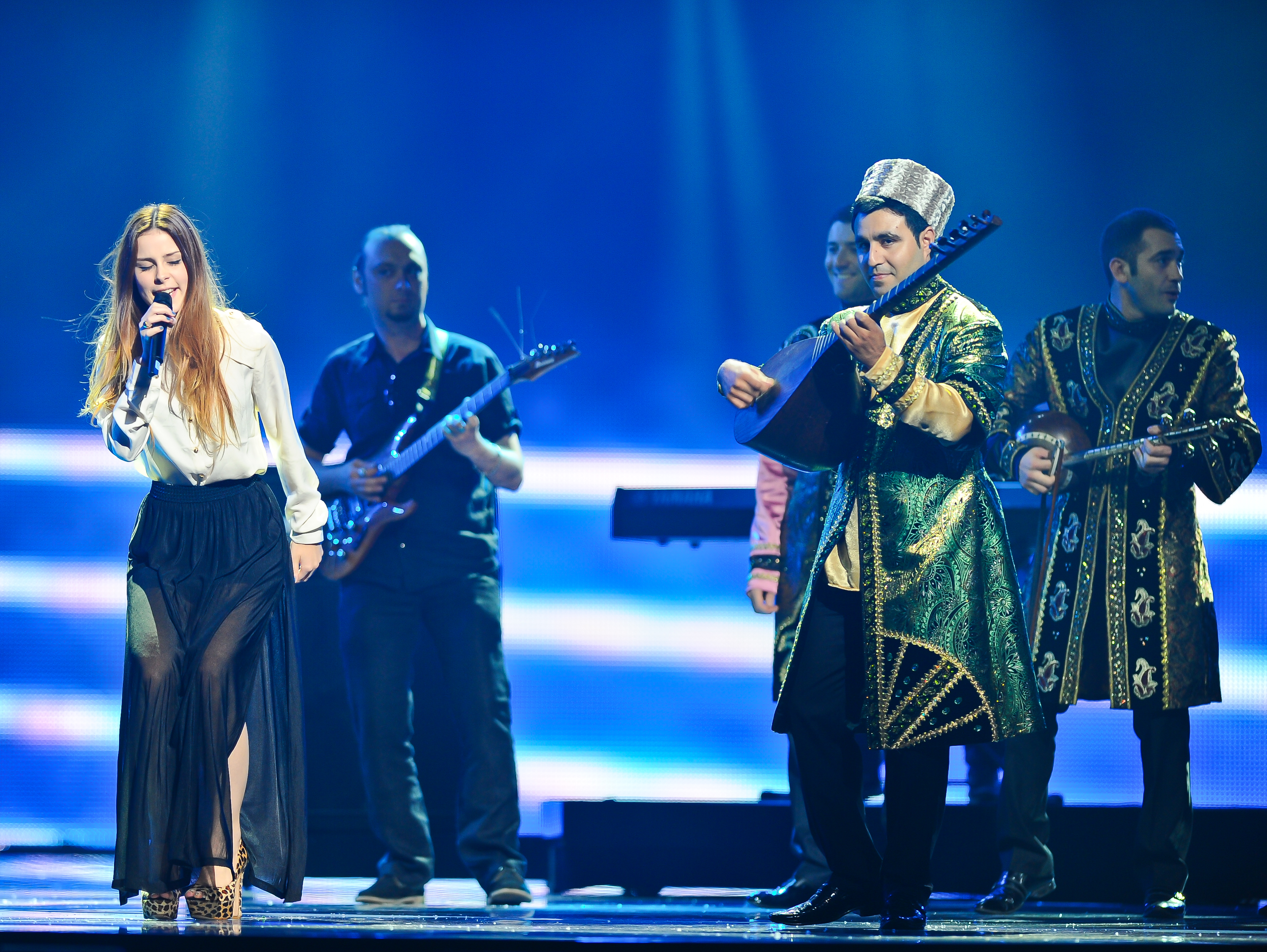
Suonatore di saz all'Eurovision Song Contest 2012

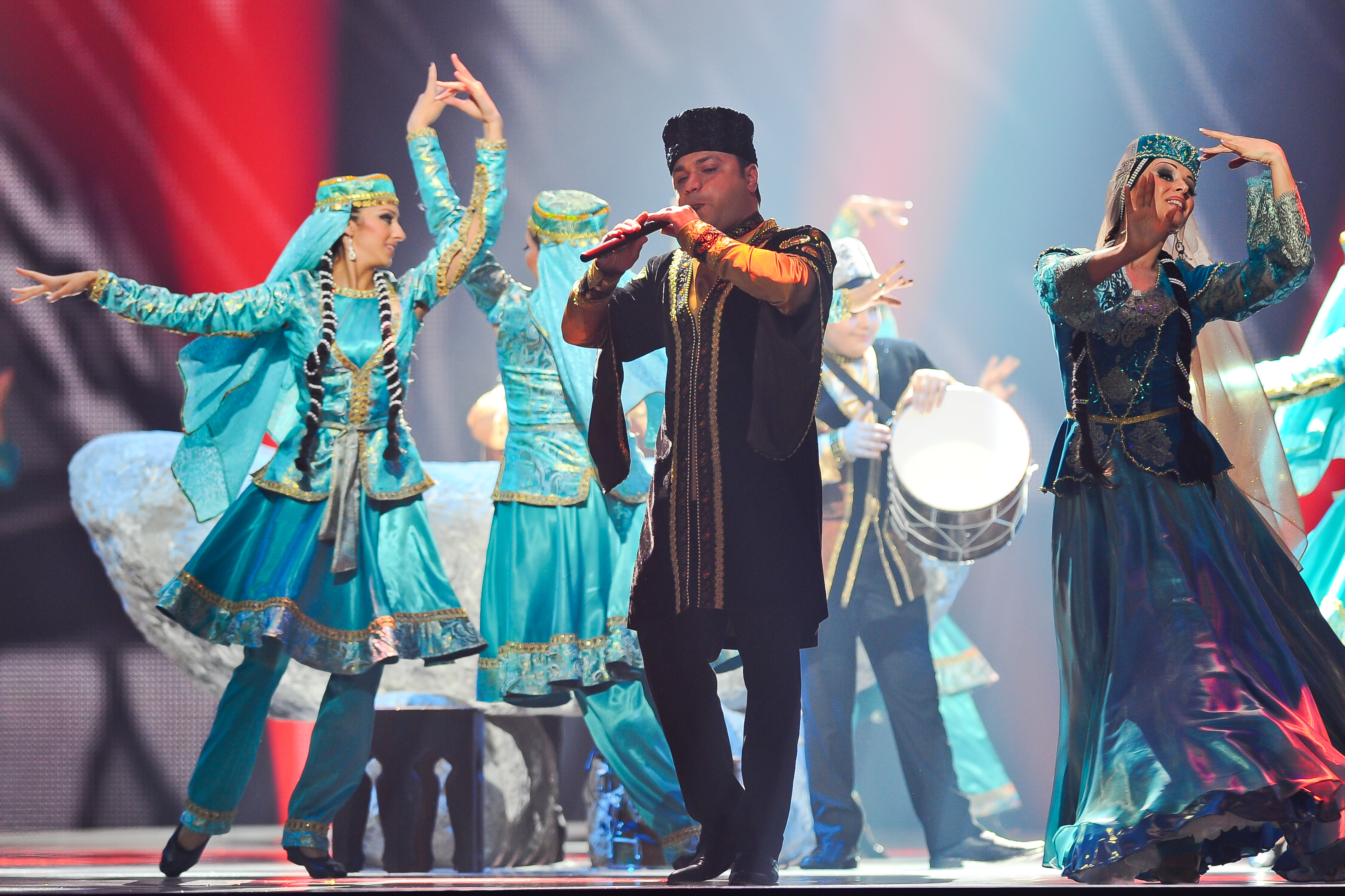
Suonatori di balaban (flauto) e qavals (tamburello) all'Eurovision Song Contest 2012

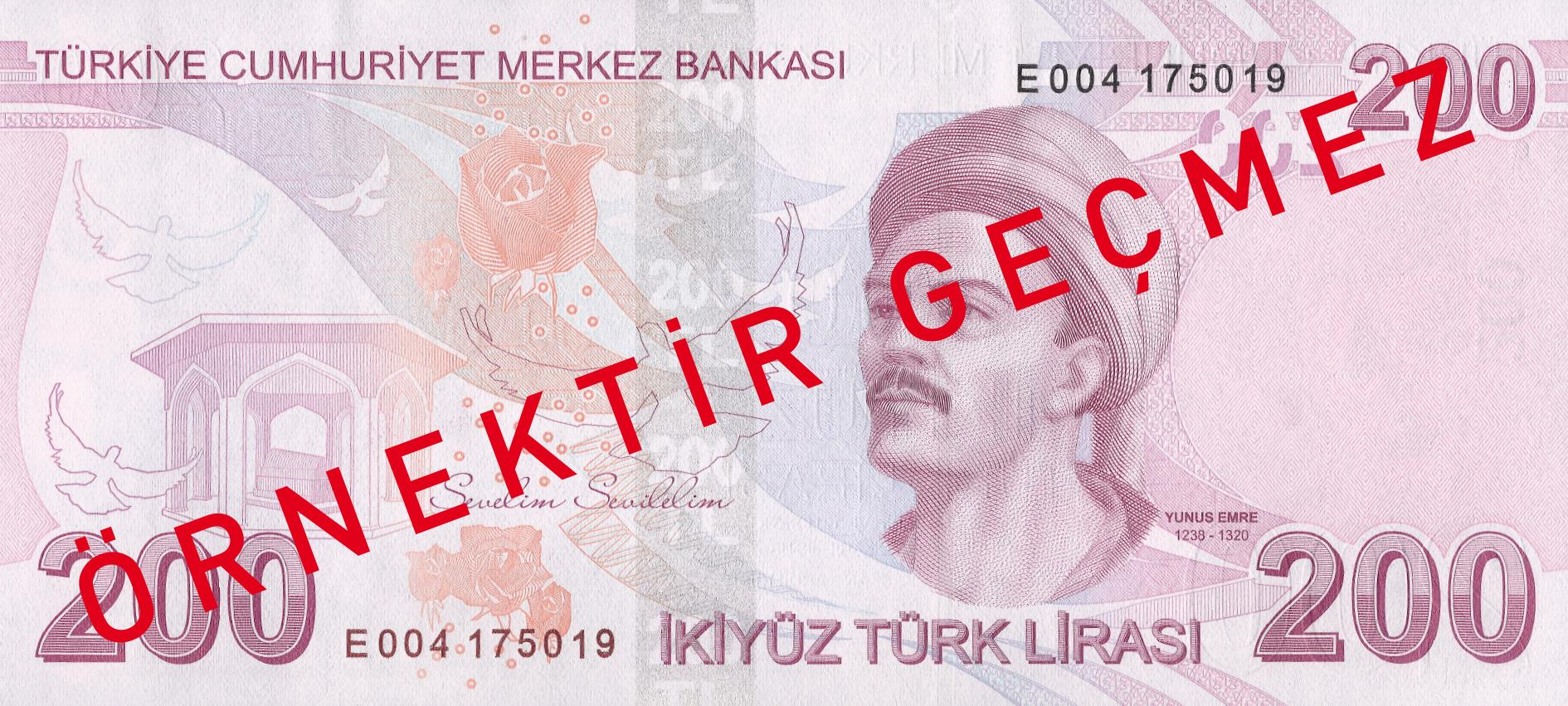
Banconota turca (2009) con immagine di Yunus Emre

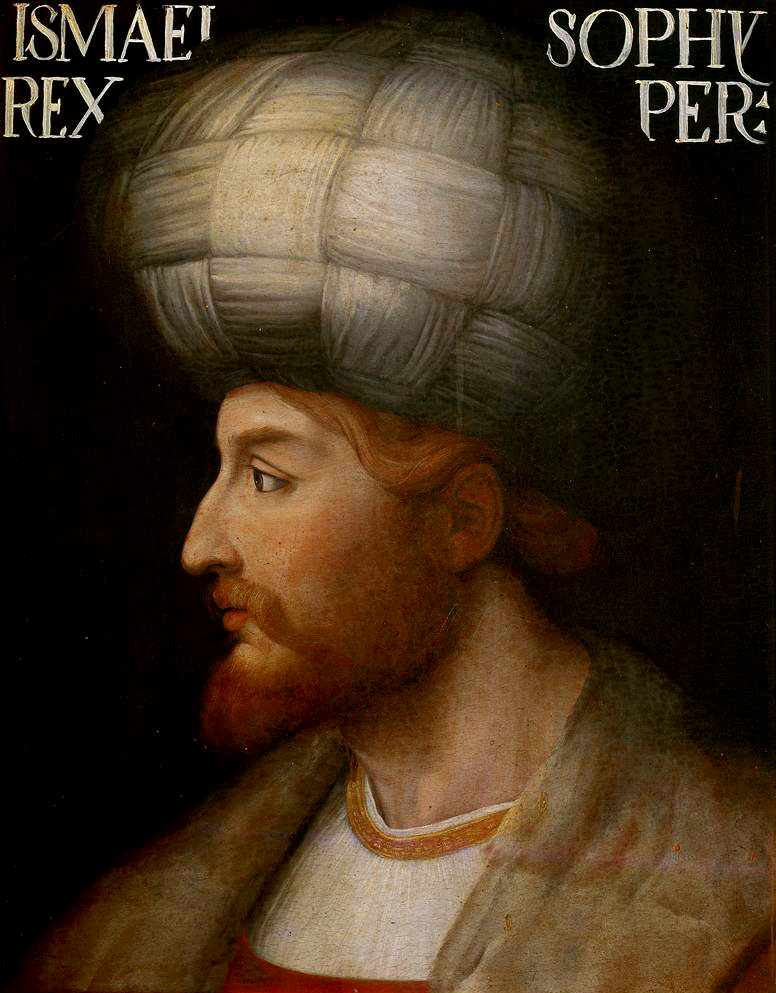
Il re Aşık Scià Isma'il I (1487–1524)

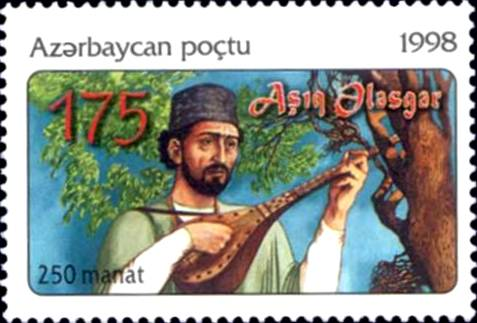
Un francobollo dell'Azerbaigian con l'immagine di Ashig Alasgar

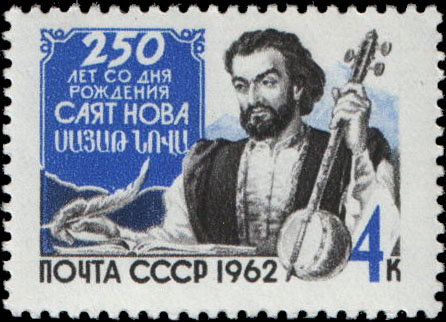
Francobollo dell'Unione Sovietica, del 1962, in commemorazione del 250º anniversario di Sayat-Nova.

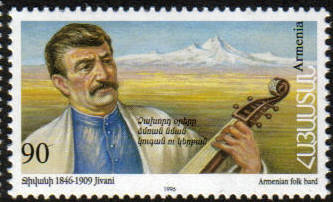
Francobollo armeno con l'aşık Djivani

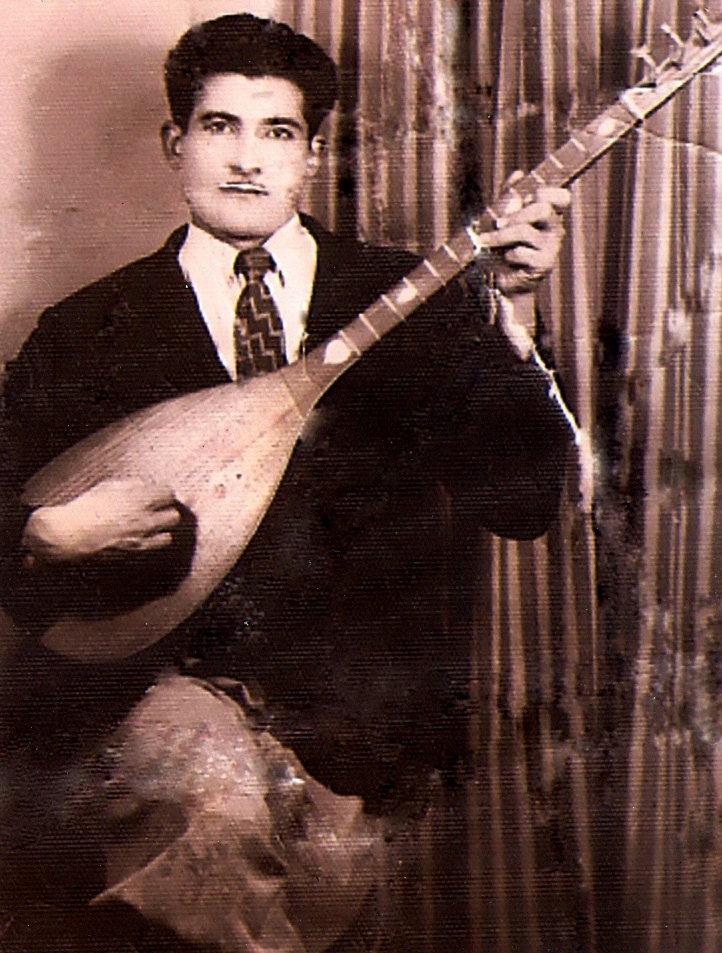
Ritratto del 1955 dell'aşık Rasool Ghorbani (in lingua persiana عاشیق رسول قربانی).

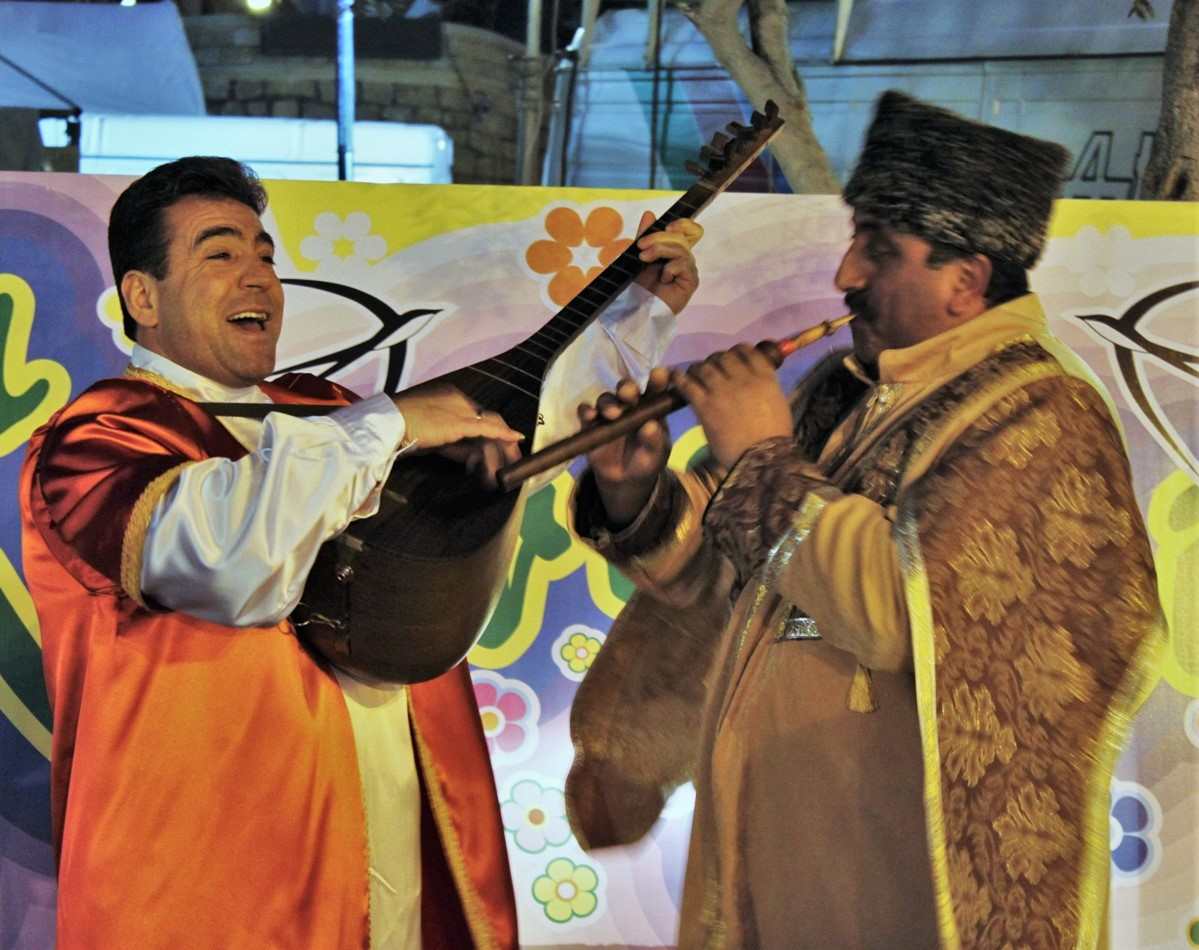
Una esibizione di aşık in occasione della festa di Nawrūz a Baku

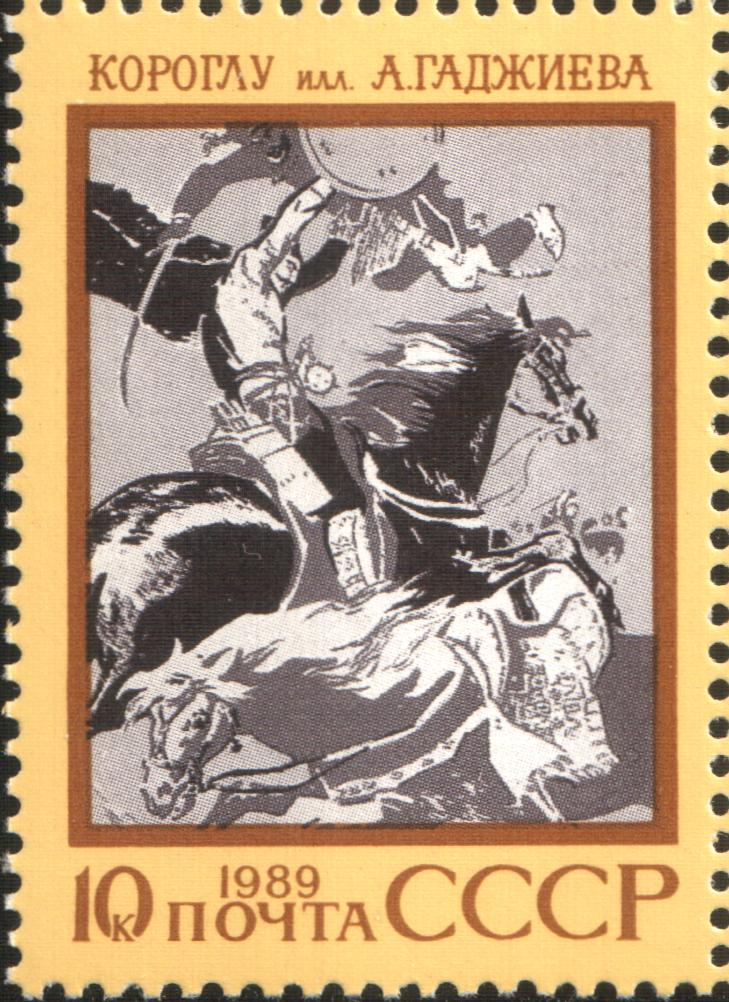
Francobollo rappresentante il poema epico azero Epopea di Köroğlu, dalla serie Poemi epici delle nazioni dell'URSS, 1989

Un aşık (in lingua azera aşıq, in lingua turca aşık) o ashugh (in lingua armena աշուղ, in lingua georgiana აშუღი) è tradizionalmente un cantante-poeta e bardo che accompagna la sua canzone - un dastan (storia epica tradizionale, conosciuta anche come hikaye) o composizione originale più breve - con un liuto a manico lungo (di solito un saz) nelle culture turche (principalmente nella cultura della Turchia e dell'Azerbaigian),  nonché nelle culture non turche del Caucaso del Sud (principalmente nella cultura dell'Armenia e della Georgia). In Azerbaigian, il moderno aşık è un musicista professionista che di solito apprende da maestri che suonano il saz e costruisce un repertorio variegato ma individuale di canzoni popolari.
Il termine ashiq (in lingua araba عاشق, che significa "innamorato") è la forma nominativa di un sostantivo derivato dalla parola ishq عشق (amore), che a sua volta è correlata all'avestico iš- "desiderare, cercare". Il termine è il sinonimo di ozan in turco e azero, che sostituì durante il XV-XVI secolo. Altre alternative includono saz şair (che significa "poeta saz") e halk şair ("poeta popolare") . In armeno, il termine gusan, che si riferiva agli artisti creativi e interpreti nei teatri pubblici della Partia e dell'Armenia antica e medievale, è spesso usato come sinonimo.

## Storia
La tradizione aşık, nelle culture turche di Anatolia, Azerbaigian e Iran ebbe origine nelle credenze sciamaniche delle antiche popolazioni turche. Gli antichi aşık erano chiamati con vari nomi come bakshy/bakhshi/baxşı, dede (dədə), e uzan o ozan. Essi giocarono un ruolo importante nella perpetuazione della tradizione orale, nella promozione del sistema dei valori collettivi e nella cultura tradizionale della loro gente. Questi bardi o trovatori vaganti fanno parte dell'attuale cultura rurale e popolare di Azerbaigian, Azerbaigian persiano, Turchia e Turkmenistan, dove sono chiamati bakshy. Quindi gli aşık, in senso tradizionale, possono essere definiti come bardi itineranti che cantano e suonano il saz, uno strumento a plettro di otto o dieci corde a forma di liuto con un lungo manico.
Basandosi sulla poesia epica turca de Il libro di Dede Korkut, le radici degli aşık possono essere fatte risalire almeno al VII secolo, durante l'era eroica degli oghuz turchi. Questa tribù nomade viaggiò verso ovest attraverso l'Asia centrale, dal IX secolo in poi, e si stabilì in quelle che sono oggi Turchia, Azerbaigian e aree nord-occidentali dell'Iran. Naturalmente, la loro musica si evolvette, nel corso della grande migrazione, e le loro storie si integrarono con quelle degli abitanti delle terre acquisite. Una componente importante di questa evoluzione culturale fu che la lingua turca abbracciò, in breve tempo, l'Islam e in maniera spontanea. I turchi musulmani dervisci, desiderosi di diffondere la religione tra i loro fratelli che non erano ancora entrati nella fede islamica,  si spostarono tra i nomadi di lingua turca. Scelsero la lingua popolare, e la sua forma musicale associata, come mezzo appropriato per una trasmissione efficace del loro messaggio. Così, la letteratura degli aşık si sviluppò insieme a quella mistica e fu perfezionata a partire dai tempi del turco sufi Khwaja Ahmad Yasavi all'inizio del XII secolo.
Il singolo evento più importante nella storia della musica aşık fu l'ascesa al trono di Shah Isma'il (1487-1524), fondatore della dinastia safavide. Fu un importante poeta-sovrano e, a parte il suo diwan, compilò un mathnawi chiamato Deh-name, composto da alcuni elogi di Ali, il quarto Califfo dell'Islam primitivo. Usò lo pseudonimo di Khata'i e, nella tradizione degli aşık, è considerato un dilettante. Isma'il, in una delle sue famose quartine, considerò una virtù il saper suonare il saz:
Bu gün ələ almaz oldum mən sazım --- (Oggi ho imbracciato il mio saz)

Ərşə dirək-dirək çıxar mənim avazım --- (La mia canzone viene echeggiata dal cielo)

Dörd iş vardır hər qarındaşa lazım: --- (Nella vita sono necessarie quattro cose:)

Bir elm, bir kəlam, bir nəfəs, bir saz. --- (Coscienza, parola, respirazione e saz.)
Secondo gli studi di Köprülü, il termine aşık venne usato, al posto di ozan, in Azerbaigian e in alcune aree dell'Anatolia, dopo il XV secolo. Dopo la caduta della dinastia safavide in Persia, la cultura turca non riuscì a sostenere il suo sviluppo iniziale tra le élite. Invece, ci fu un'impennata nello sviluppo di storie in versi popolari, principalmente intese per l'esibizione da parte di aşık nei matrimoni. Dopo il crollo dell'Unione Sovietica, i governi delle nuove repubbliche, nella regione del Caucaso e in Asia centrale, cercarono la loro identità nelle culture tradizionali delle loro società. Questo elevò lo status degli ashug a guardiani della cultura nazionale. Il nuovo successo, la popolarità senza precedenti e i frequenti concerti e spettacoli in contesti urbani, portarono a rapidi sviluppi innovativi volti a migliorare gli aspetti delle esibizioni degli aşık.

### Musica ashugh in Armenia
Un breve resoconto della musica ashugh e del suo sviluppo in Armenia è fornito dalla Garland Encyclopedia of World Music. In Armenia, gli ashugh sono conosciuti dal XVI secolo in poi. Di gran lunga il più notevole ashugh fu Sayat Nova (1712-95), che perfezionò l'arte della musica trobadorica in autentica raffinatezza.

### Rinascita della musica aşık nell'Azerbaigian persiano
Quello della dinastia Pahlavi fu il periodo più nero della letteratura azera. L'istruzione e la pubblicazione in lingua azera furono bandite e gli scrittori dell'Azerbaigian persiano dovettero pubblicare le loro opere in lingua persiana. Tuttavia, la musica degli aşık venne tollerata. Questi si esibivano spesso nelle caffetterie di tutte le principali città dell'Azerbaigian orientale e occidentale in Iran. Tabriz era il centro orientale e Urmia quello occidentale. A Tabriz le esibizioni erano più spesso realizzate con altri due musicisti, un suonatore di balaban e uno di qaval. Ad Urmia, invece, era sempre un solista a cantare le sue storie. Dopo la rivoluzione iraniana la musica venne bandita in tutto l'Iran. Dieci anni dopo, l'aşık Rəsul Qurbani, che era stato costretto a guadagnarsi da vivere come venditore ambulante, aspirava a tornare ai gloriosi giorni di fama e svago. Iniziò a comporre canzoni su temi religiosi e rivoluzionari. Il governo, realizzando il potenziale propagandistico di queste canzoni, permise la loro trasmissione sulla radio nazionale e inviò Rəsul a esibirsi in alcune città europee. Ciò facilitò l'emersione della musica aşık come simbolo dell'identità culturale azera.
Nel settembre 2009, l'arte azera degli aşık venne inserita tra i patrimoni orali e immateriali dell'umanità.

## Fondazione dell'arte aşık
L'arte aşık combina poesia, musica e abilità esecutiva. Gli stessi aşık descrivono la loro arte come l'insieme di saz (strumento musicale) e söz (parola). Questi due elementi sono visibilmente rappresentati in una composizione popolare di Səməd Vurğun:
Binələri çadır çadır --- (Le vette si alzano dappertutto come tende)

Çox gəzmişəm özüm dağlar --- (Ho vagato spesso in queste montagne)

İlhamını səndən alıb --- (I miei saz e söz hanno preso ispirazione)

Mənim sazım, sözüm dağlar. --- (Da voi, montagne.)

### Strumenti musicali
Imparare a suonare il  saz è il requisito essenziale per un aşık. Questo strumento è uno strumento a corda e appartiene alla famiglia dei liuti a manico lungo. Spesso le esibizioni degli aşık sono accompagnate da un balaban e da un qaval. Durante l'Eurovision Song Contest 2012 vennero suonati tutti e tre gli strumenti, come simbolo culturale del paese ospitante, l'Azerbaigian.

### Generi poetici
I generi poetici principali sono gerayly, qoshma e tajnis.

#### Gerayly (in azeroGəraylı)
Un esempio di poema Ashuq è composto da 3-5 distici, quattro emistichi per distico e otto sillabe per emistichio. La struttura della rima del garayly è la seguente: primo distico: abcb, successivi: cccb, dddb. 
Esempio:
Bir gözəl keçdi qarşıdan

Sallandı, yana yeridi

Kiprik çaxdı, oğrun baxdı

Od saldı cana, yeridi

.........

#### Qoshma (in azeroQoşma)
Il genere Qoshma è costituito da quattro emistichi per distico e undici sillabe per emistichio. Le rime sono: abcb, çççb, dddb, ecc. Il nome dell'autore è dato dall'ultimo distico (è lo stesso su altre poesie  ashuq) e si chiama mohurband. A seconda del contenuto, ci sono quattro tipi principali di qoshma: Gözəlləmə (beatificazione), Ustadnamə (capolavoro letterario), Vucudnamə (dalla nascita fino alla morte dell'uomo), e Qıfılbənd (con contenuto di domande e risposte o indovinelli). 
Esempio:
Bivəfanın, müxənnəsin, nakəsin

Doğru sözün, düz ilqarın görmədim

Namərdin dünyada çox çəkdim bəhsin

Namusun, qeyrətin, arın görmədim

.........

#### Tajnis (in azeroTəcnis)
Il Tajnis, che spesso è simile al qoshma, si basa su parole jin rimate (ad esempio il suffisso è lo stesso ma il significato è diverso). 
Esempio:
... Aşıq gərək bu meydanda bir qala,

Eşq odunu bir ətəklə, bir qala!

Ələsgərdi Xeybər kimi bir qala,

Bacara bilməzsan dur yerində kəs,

.........

## Storie aşık (dastan)
İlhan Başgöz fu il primo ad usare il termine hikaye, nella letteratura accademica, per descrivere una storia aşık. Secondo Başgöz, hikaye non può essere correttamente incluso in nessuno dei sistemi di classificazione narrativa popolare attualmente usati dagli studiosi occidentali. Sebbene la narrativa in prosa sia dominante in un hikaye, questo include anche diverse canzoni popolari. Queste canzoni, che rappresentano la maggior parte del repertorio della musica popolare turca, possono essere più di cento in un singolo hekaye, ognuna con tre, cinque o più stanze.
Poiché l'arte dell'aşık si basa sulla tradizione orale, il numero di storie può essere pari a quello degli stessi aşık. Nel corso dei secoli di questa tradizione, hanno prosperato molte storie interessanti ed epopee, e alcune sono sopravvissute fino ai nostri tempi. I temi principali delle storie sono l'amore mondano, l'epopea di guerre e battaglie o entrambi. In netto contrasto con il sistema conservatore delle società islamiche, in cui si svolgono molte storie, il ruolo dell'eroina è sempre importante quanto quello dell'eroe. In contrasto con la dottrina dell'Islam, non c'è obiezione all'eroina che canta pubblicamente.